# Enganche de sofocación

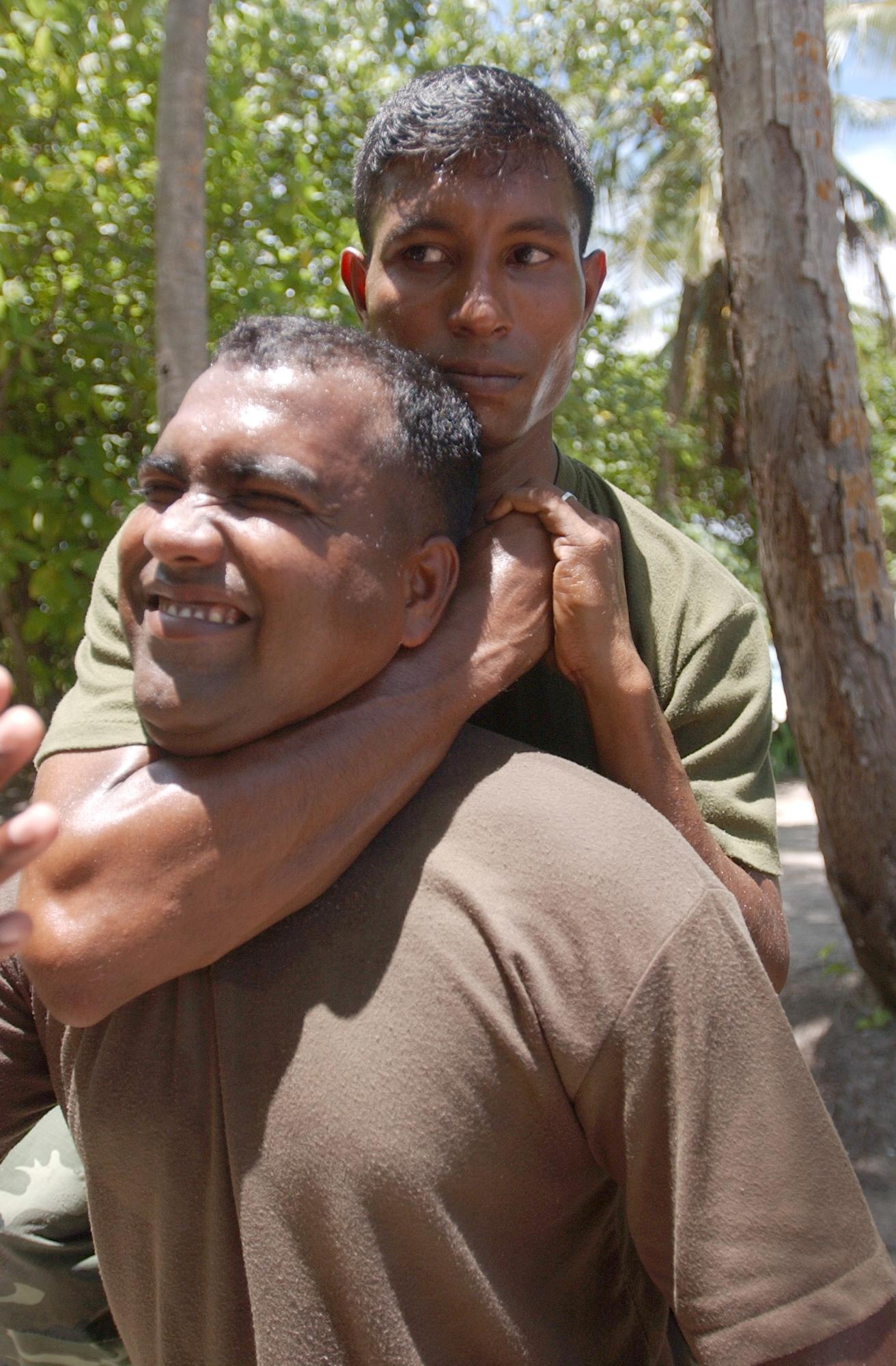
Enganche por fuerzas armadas de Maldivas

El enganche de sofocación, del inglés chokehold, es un término general para un tipo de estrangulamiento que reduce o evita el paso del aire o de la sangre  por el cuello de un oponente. La restricción puede ser de uno de los dos pasos o de ambos y depende del agarre utilizado y la reacción de la víctima. La falta de sangre o aire a menudo conduce a la pérdida del conocimiento o incluso a la muerte si se mantiene el agarre. Este tipo de estrangulamiento se utiliza en artes marciales, deportes de combate, defensa personal, aplicación de la ley y en aplicaciones militares de combate cuerpo a cuerpo.